# Weite
Weite is een gehucht in de gemeente Westerwolde in de Nederlandse provincie Groningen. Het ligt aan de weg van het dorp Vlagtwedde naar Bourtange. Ter plaatse kruist die weg het Ruiten-Aa-kanaal
Het eerste huis van Weijte werd gebouwd in 1885. De aanleg van het kanaal leidde ter plaatse tot de aanleg van een brug, een sluis en een laad- en losplaats. Daaromheen ontstond enige bebouwing van arbeiders en middenstand. In 1919 werd er een school gebouwd en in 1934 een gereformeerde kerk. Deze kerk heeft een 18e-eeuws orgel. De school sloot in 1968 haar deuren.
De naam Weite zou afgeleid kunnen zijn van boekweit. In het verleden heeft er ook een beekje met dezelfde naam gestroomd, dat uitmondde in de Ruiten-Aa. Deze beek wordt voor het eerst genoemd in 1483.

## Geboren
- Siert Bruins (1921-2015), oorlogsmisdadiger

Dorpen: Barnflair · Bellingwolde · Blijham · Bourtange · Jipsingboertange · Oudeschans · Over de Dijk · Sellingen · Ter Apel · Ter Apelkanaal · Veelerveen · Vlagtwedde · Vriescheloo · Wedde · Wedderheide · Zandberg (deels)

Buurtschappen: Agodorp · Borgertange · Borgerveld · Bovenstreek · De Bouwte · De Bruil · De Bult · Den Ham · De Heemen · De Lethe · De Maten · De Oerde · De Straat (Engelkes) · Draaijerij · Ellersinghuizen · Hanetange · Harpel · Hoorn · Hoornderveen · Jipsingboermussel · Jipsinghuizen · Kielhuppen · Klein-Ulsda · Klontjebuurt · Koudehoek · Lammerweg · Laude · Lauderbeetse · Lauderzwarteveen · Laudermarke · Leemdobben · Lieskemeer · Loosterheide · Lutje Ham · Lutjeloo · Morige · Munnekemoer · Nienoordstreekje · Oosteinde · Overdiep · Pallert · Plaggenborg · Poldert · Renneborg · Rhederbrug · Rhederveld · Rijsdam · Roelage · 't Schot · Sellingerbeetse · Sellingerzwarteveen · Slegge · Stakenborg · Stobben · Ter Borg · Ter Haar · Ter Walslage · Ter Wisch · Tjabbesstreek · Veele · Veendijk · Veerste Veldhuis · Verbindingsweg · Vlagtwedder-Veldhuis · Vogelzang · Voorwold · Wedderbergen · Wedderveer · Weende · Weite · Wessingtange · Westeind · De Westert · Winschoterhogebrug (deels) · Winschoterzijl (deels) · Wollingboermarke · Wollinghuizen · Zuidveld · Zandstroom

Groningen: Steden en dorpen      Nederland: Provincies · Gemeenten